# 希息

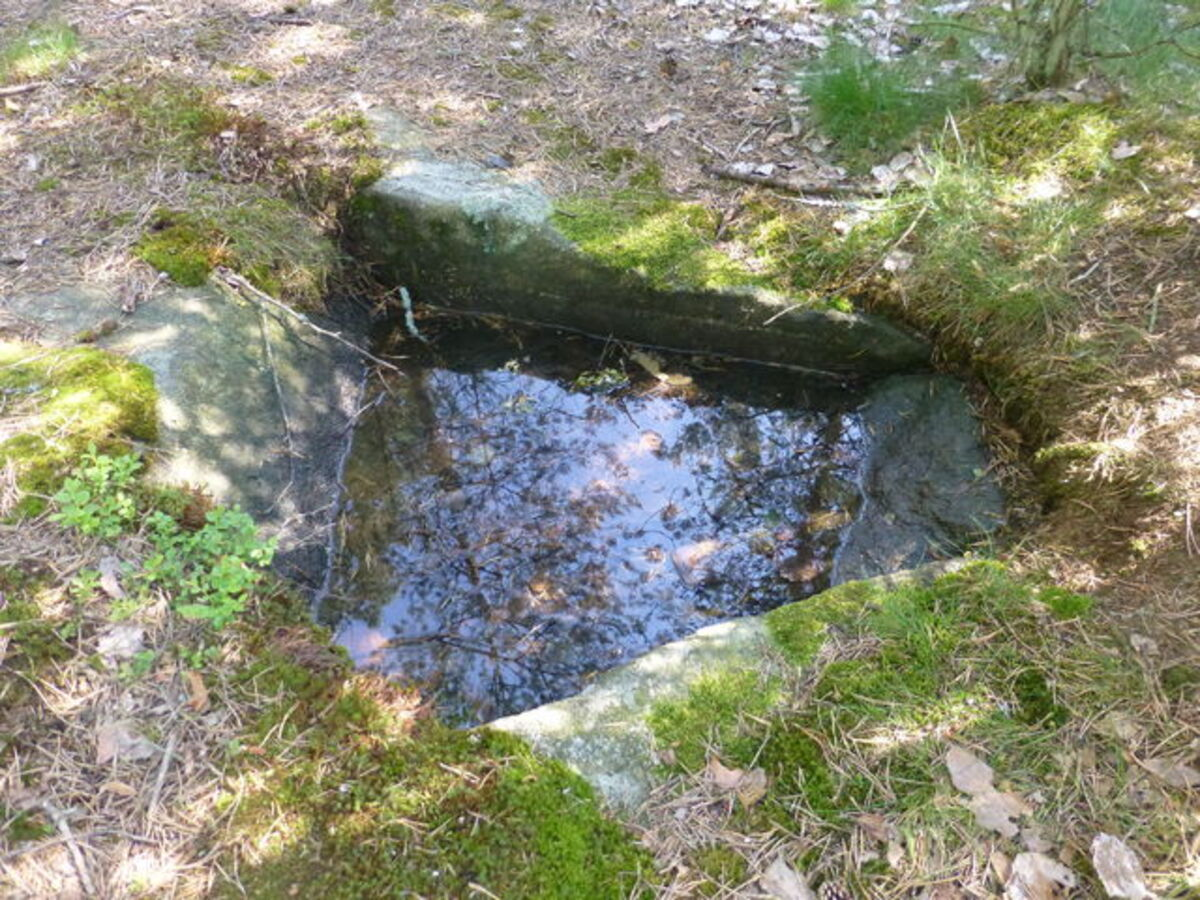
这样的岩石洼地上据信有希息在此居住

希息（芬蘭語：Hiisi）是芬兰神话中的名称，原本的意思是神圣的处所，后来则用来表示各种神秘事物。
在后期受到基督教影响的民歌里，希息被描述为魔鬼或捣蛋鬼式的形象（凶神），通常是在某块土地上居住的本土异教居民，在这个角度上来看类似神话中的巨人。他们通常居住在显著的岬角、不祥的裂缝、巨石、坑洼、树木、小山及其他明显的地理特征或崎岖的地形上。